# 勁爆美式足球
《勁爆美式足球》是由EA北卡罗莱纳工作室制作并由EA发行在任天堂3DS平台上的体育类游戏。本作是《勁爆美式足球》系列首款任天堂3DS的新作。

## 外部連結
- （英文）遊戲官方網站 （页面存档备份，存于）

Template:Madden NFL系列